# 沃爾帕克鎮區 (新澤西州)
沃爾帕克鎮區（英語：Walpack Township）是位於美國新澤西州蘇塞克斯縣的一個鎮區。

## 地方資料
沃爾帕克鎮區的面積為64.45平方千米，當中陸地面積為62.77平方千米，而水域面積為1.68平方千米。根據2020年美國人口普查的數據，當地共有人口7人，而人口密度為每平方千米0.11人。